# 百錬の覇王と聖約の戦乙女
『百錬の覇王と聖約の戦乙女』（ひゃくれんのはおうとせいやくのヴァルキュリア）は、鷹山誠一による日本のライトノベルおよびそれを原作とするメディアミックス作品。イラストはゆきさんが担当している。HJ文庫（ホビージャパン）より2013年8月から2023年3月まで刊行された。

## あらすじ
月宮神社には、様々な都市伝説を抱える御神体の鏡がある。中学2年生の少年・周防勇斗は、1歳年下の幼馴染・志百家美月と共に月宮神社で肝試しの証拠として御神体の鏡をスマートフォンで撮影するが、その直後に不思議な呪文が聞こえ、気づけば自分だけが異世界・ユグドラシルへ召喚されていた。
言葉も通じない世界で氏族たちの争いに巻き込まれてしまうも武器すら扱えない勇斗は、スマートフォンから得た先人の知恵と知識を駆使し、多くの仲間に支えられながら現実世界に帰る方法を探す。

## 登場人物
声は、テレビアニメ版 / ドラマCD版の声優の順。1人だけの記載で注記のない場合は、テレビアニメ版の声優を示す。

### 狼
周防 勇斗（すおう ゆうと）
声 - 酒井広大 / 島﨑信長
本作の主人公。物語開始時は「狼」の氏族を束ねる宗主で、後に複数の氏族を束ねる「鋼」の宗主となる。普段は自覚するほど他人に甘い人物で、当初はたとえ部下であっても年上には敬語を使ってしまう性格であった。反面、仲間を傷つける者や義理を欠くような行動には容赦がない。
ユグドラシルには存在しない道具や武器の作り方、まだ編み出されていない戦術などをスマートフォンから得られる。しかしその知識を用いて実際に物を作る技術や実行する術は持たず、召喚された当初は「スコル（無駄飯食らいの意）」と呼ばれ蔑まれていた。徐々に周りの信頼を得て協力を仰ぎ、スマートフォンから得た知識を活かす術を得ることで存亡の危機にあった「狼」の氏族を救い出し宗主の座を継いだ。
自分の強さは所詮借り物の力であると常に意識しており、宗主になった当初は「自分は宗主の器ではない」と卑下していた。後にその癖は薄れていったが、周りのものに支えられている事実をしっかり受け止める姿勢は変わらず、謙虚であるよう努めている。
怒りを露わにした際の覇気は他者を圧倒するものがあり、単純な殴り合いであれば決してかなわないであろう相手をも威圧する。フェリシア曰く「（勇斗が）もし知識だけの人間ならば、歴戦の勇者達が彼に従ったりするものか」とのこと。
元の世界に住む父親は刀鍛冶で、父親の影響で鍛冶については心得がある。母親は既に他界しており、母の死に際に関わることで父親との関係は悪い。勇斗が自らの家族（子弟達）を人一倍大切に考えているのはその経緯が関係している。
フェリシア
声 - 末柄里恵 / 戸松遥
本作のヒロインの一人。勇斗の副官。女性的な魅力に富んだ美女。エインヘリアルの一人で「無貌の従者（スキールニル）」のルーンを持ち、「賢狼（ラーズスヴィズ）」の二つ名で呼ばれる。勇斗を「お兄さま」と呼んでいる。「無貌の従者」は万能のルーンと呼ばれ、文武に長け、呪歌や秘法など神秘的な力の行使も可能。そのため大抵のことはそつなくこなせる反面、専門家にはかなわないのが本人も自覚する欠点。
危機に瀕した「狼」を救うために勝利の御子を召喚する儀式を行い、異質な存在を囚え縛り付ける秘法「グレイプニル」によって勇斗をユグドラシルに呼び込んだ張本人（だがリーファの話では1人だけで勇斗を召喚するには神力不足であると言われている）。周囲の者が勇斗をスコルと蔑む中、彼を信じて支え続けた数少ない人物。そのため勇斗もフェリシアには絶大な信頼を寄せている。勇斗を支え続けた理由は勇斗を勝利の御子であると信じていたからであるが、本人の意思を無視して召喚してしまったことや、元の世界へ帰りたがる勇斗を送り返す術が無いことに対する罪悪感も含まれていた。後にわだかまりは解け、真に前向きな気持ちから勇斗をサポートすることを約束している。
10代で結婚するのが一般的とされるユグドラシルだが19歳でも未だ独身であり、それを深く気にしているためフェリシアの前では年齢と結婚の話はご法度とされている。ただし年齢の数え方が現実日本と異なり、日本の数え方で考えると17歳となる。時が経ち20歳となった際には普段のフェリシアからは想像もつかないほどにやさぐれてしまい、誰も近づこうとはしなかった。
ジークルーネ
声 - 伊達朱里紗 / 種田梨沙
本作のヒロインの一人。長く美しい銀髪を持つ細身の少女。エインヘリアルの一人で「月を食らう狼（ハティ）」のルーンを持ち、「最も強き銀狼（マーナガルム）」の称号を与えられた狼屈指の戦士。愛称はルーネ。「狼」の中でも特に勇斗を心酔しており、頭を撫でられ喜ぶジークルーネを見たフェリシアは「忠犬」と評した。勇斗の言動を逐一賞賛するため、勇斗からは「褒めすぎ」と釘を刺されることもしばしば。
全て騎兵で構成された親衛騎団ムスッペルの長であり、その他にも多数の子分を抱えている。子分への指導は厳しくしばしば鬼教官などと称されるが、指導の甲斐あって実力者が揃っておりジークルーネの一家は「狼」でも一番の武闘派集団と評判。
愛用武器は勇斗とイングリットが共作した日本刀。何度も危地から救われたという縁起の良さと、敬愛する父上（勇斗）が作った一品であるという点が愛用する理由となっている。後に戦いの最中に紛失してしまい、代わりの一品をイングリットに用意して貰うこととなったが、イングリットの会心の一作を受け取ったジークルーネは、その出来に不満はないと感謝を述べつつも「父上が作ってくれたものではない」として落胆の表情を見せている。結局紛失した日本刀が無事見つかり、その後は両方の刀を差すこととなった。また日本刀の他に槍を使用する事もある。
勇斗がユグドラシルに召喚された当初は何の力も感じられないと軽視しており、事実、勇斗と模擬戦を行った際には完膚なきまでに叩きのめしている。しかし、後に狼が存亡の危機に立たされた際に勇斗の器の大きさと覇気を感じ取り、以後は彼に忠誠を誓う。
生まれはフェリシアと7日しか違わないが、年齢の数え方の関係上ジークルーネは18歳でフェリシアより1つ年下。二人は幼馴染でもある。
イングリット
声 - 河瀬茉希 / 伊藤かな恵
本作のヒロインの一人。快活な印象を受ける赤毛の少女。エインヘリアルの一人で「剣戟を生む者（イーヴァルディ）」のルーンを持つ。気っ風の良い性格で、部下に慕われる姉御肌な人物。
工房の長で、勇斗からもたらされる未来の知識を理解し、製作する能力を持つ。鉄製の武具やガラス製品などを作り出し、「狼」の環境を一変させた。狼の繁栄になくてはならない人物。
工房内部にある物は全て最重要機密であり、狼以外の人間は誰であっても入ることができない。またイングリット自身も最重要人物であり、戦争を仕掛けてきた他氏族も「イングリットだけは殺さず捕らえろ」と命令を下すほど。
宗主である勇斗に好意を抱いているが、実際の関係は仲の良い友達と言ったところ。宗主相手に砕けた口調で会話することは問題だとフェリシアに指摘され、二人きりの時以外は敬語で話すこととしたが、勇斗自身が気にしない性格だったこともあり長くは続かなかった。尤もフェリシアを始めとした他のメンバーも時間が経つにつれ勇斗に対する冗談や軽口が増えているため、イングリットだけの問題ではなく「狼」全体が緩い空気になっているという面もあると思われる。
女性的な魅力ではフェリシアやジークルーネにはかなわないと思っており、勇斗の婚約や側室といった話では一歩引いた立場を取ることが多い。
志百家美月（しもやみつき）
声 - 内田彩 / 米澤円
本作のヒロインの一人。勇斗の一つ年下の幼馴染みで、大きくつぶらな瞳が印象的な少女。普段は笑顔が絶えないが怪談話は大の苦手。勇斗がユグドラシルへと消えていく場面を目撃したただ一人の人物であり、勇斗の良き理解者。互いに好意を抱いているが、はっきりと口に出したことはない様子。
勇斗がユグドラシルから帰るのを信じてサポートを続けた一途で献身的な人物。暗い部分がなく、さっぱりとした気持ちのいい性格であり、勇斗がフェリシアなどから好意を寄せられ満更でもない様子を聞いても、多少の嫉妬をしつつも「美人に迫られたら仕方がない」と許容するなど、女性関係に関しても寛容な反応を取ることが多い。
一度帰還した勇斗が再びユグドラシルへ行く決意をし、自分のことは忘れて欲しいと告げようとしたのに対し、好きな気持ちをはっきりと打ち明けて自らもついて行くと申し出る。ユグドラシル行きは半ば失敗し、一時期は美月だけがユグドラシルに居る状態となったが、勇斗の婚約者であることは既に知れ渡っていたため「狼」の面々に丁重に扱われた。
召喚された後は勇斗の婚約者として「狼」の女将となり厚遇されるが、自分ではなく勇斗が評価されているだけで自分はおまけであると理解しており、横柄な態度を取ることはなかった。ヨルゲンにもその謙虚な振る舞いを立派だと賞賛されている。
アルベルティーナ
声 - 悠木碧 / 本多真梨子
天真爛漫な明るい性格の少女。愛称はアル。エインヘリアルの一人で「風を巻き起こすもの（フレースヴェルグ）」のルーンを持つ。「爪」の宗主ボドヴィッドの双子の娘で、クリスティーナの姉。勇斗の見立てでは12歳か13歳。いつも妹にいじられ泣かされている。
「爪」の宗主ボドヴィッドから忠誠の証として勇斗へ送られてきた人物。双子ともども勇斗の妻となるよう言いつけられていたが、勇斗が固辞したためあっさり御破算となった。結果妻とはならなかったが、勇斗の直盃を望んだクリスティーナの考えに同調し、自らも「狼」での活躍を約束した。
エインヘリアルでありながら非力なため単純な打ち合いには向かないが、常人の目には捉えられないほどの俊敏な動きが可能で、町中での白兵戦であれば勝てるものはそういないと評される。平時には宮殿の警備、有事には部隊間の伝令役が主な任務。フェリシアが勇斗の側に居られない際は勇斗の護衛を務めることもある。風を起こす能力も持つが、微風と言えるほどの僅かなもの。
あまり賢くないらしく、ボドヴィッドと書かれた字が読めない。
クリスティーナ
声 - 竹達彩奈 / 本多真梨子
思慮深さを感じさせる大人びた雰囲気の少女。愛称はクリス。エインヘリアルの一人で「風を打ち消すもの（ヴェズルフェルニル）」のルーンを持つ。「爪」の宗主ボドヴィッドの双子の娘で、アルベルティーナの妹。いつも姉をいじって泣かせて楽しむ小悪魔キャラ。
事あるごとに姉をいじり倒しているが内心では深い愛情を抱いており、姉が自らの能力に自信を失った際には陰ながら支援して勇気付けるなど優しい一面もある。一方で姉をいじっていいのは自分だけであるとし、他者が姉を侮辱した際には制裁を加えようとするなど、愛情がやや屈折していることがうかがえる。勇斗の妻となるべく2人揃って「狼」へと送られて来た際も、元より姉を他人に渡す気など無かったと語っている。なお姉に対する愛情は単に大切な姉妹だからというだけではなく、どんなことがあっても穢れず無垢で居続ける姉を尊く思っているという面もある様子。
実父ボドヴィッドを優秀な人物だと評価しているものの、勇斗の器量が実父より上であると判断。妻とはならなかったが、自らの力を十全に発揮出来る場として「狼」を選び、勇斗の直盃を望む。姉のアルベルティーナもその考えに従った。
気配を消す能力に長け、主な任務は情報収集。自らは勿論のこと、子飼いの部下で組織された「風の妖精団（ヴィンダールヴス）」と呼ばれる楽戯団を各地に送り込むことで、広く情報を集めることができる。情報が戦を制することを理解しており、同じく情報の有用性を理解する勇斗に重用されることとなった。風を止める能力も持つ。姉と違って戦闘能力は無いらしく、荒事には向かない。
スカーヴィズ
声 - 立花慎之介 / 影平隆一
「狼」の若頭補佐をつとめる薄気味の悪い雰囲気を纏った男。年齢は30前後。エインヘリアルの一人で「鮮血の魔刃（ダーインスレイヴ）」のルーンを持つ。先代の「最も強き銀狼（マーナガルム）」であり、現在では「嘲笑する虐殺者（ニーズヘッグ）」の二つ名で恐れられる。エレン、イアリという名の妻子がいたが、自宅に押し入った賊に両方を殺害されているため現在は孤独な身。
「狼」の法に反するものを処刑する刑の執行官。法に反する者はたとえどんな勇者であっても刑罰に処し、特に民間人の女性や子供に手を出すような人間に対しては情け容赦がない。その徹底した姿勢で同じ「狼」の仲間すら手にかけることから、民衆からの心象は良くない。本人も嫌われていることを自覚している上、敢えて反感を集めるような言葉を口にするなど偽悪的な面がある。
勇斗はスカーヴィズに対し多大な感謝をしており、本来は自分が背負うべき民衆からの恨みや恐れをスカーヴィズに請け負わせ、一方で自らは綺麗な場所から賛辞を受けることに自己嫌悪すら抱いているが、当のスカーヴィズはまだ若い勇斗に「その年で全てを背負い込むことはない」と語り、汚れ役を自ら買って出ている。その後も勇斗が精神的な支えを必要とした際に相談役となり、慰めや励ましの言葉をかけて心痛を和らげるなど、父親のような温かみを持って勇斗へと接する心優しい人物。
戦争の際にはしんがりや要所の防衛を務めることが多く、その粘り強さと的確な指揮能力には定評がある。
ヨルゲン
声 - 鶴岡聡
「狼」の若頭を務める強面の武人。40歳を過ぎた筋骨隆々の男で、顔に傷のある威圧的な風貌をしている。しかし外見に似合わず細やかな気配りのできる人物で、勇斗を含めた幹部に若い者が多い「狼」において、年長者として様々な面で補佐する。勇斗が数々の改革を実行出来たのはヨルゲンの根回しがあってこそと語られており、政治的手腕も優れている。一方で視野がやや狭く、「狼」の外に関してはあまり目が利かない。
「狼」を救ってくれた勇斗に並ならぬ恩義を感じており、彼が元の世界へ帰還できることを願っている。その一方で勇斗あっての「狼」であり今更帰られるわけにはいかないとも考えており、相反する気持ちに悩まされることになる。恩知らずだと理解しつつも「狼」の未来のためと策を練り、勇斗に好意を抱いている女性陣をけしかけ、いずれかの女性と結ばせてユグドラシルにとどまらせようとしたが失敗に終わった。
氏族の長として申し分ない器量の持ち主だと評されており、勇斗が「鋼」の氏族を立ち上げた際には「狼」の宗主を継ぐこととなる。
既婚者であり娘も居る模様。
ブルーノ
声 - 宇垣秀成
オロフ
声 - 小林千晃
エフィーリア
声 - 青山吉能
勇斗が奴隷商人から小石ほどの金塊3つで購入した母娘の娘。北国の「燕」出身で、愛称はエフィもしくはエフィー。10歳に満たない年齢と見られており、子犬のような愛らしさを感じさせる少女。奴隷としての扱いにトラウマを持っており、当初は勇斗や周りの人間に対して怯えを見せていたが、徐々に心を開くようになる。
奴隷商人曰く「いい暮らしをしてきた」親子。識字率が極めて低いユグドラシルにおいて幼いながらも文字を読めることから、かつての暮らしの良さをうかがい知ることができる。勇斗から貰ったお菓子を口にした際には、裕福だった当時のことを思い出し涙を流した。その後も頻繁に勇斗からお菓子を貰うようになるが、それを元奴隷の給仕仲間達に分け与えており、その優しさと働き者で真面目な性格から非常に可愛がられている。
年齢が近いアルベルティーナとも仲が良く、故郷の友人を失い大人ばかりの宮殿での生活に寂しさを感じていたエフィーリアは、アルベルティーナの気さくさと明るさに感謝を示している。
ファールバウティ
声 - 石井康嗣
狼前宗主

### 角
リネーア
声 - 高尾奏音
本作のヒロインの一人。「角」の氏族を率いる宗主ボーイッシュな外見の少女で、年齢は15歳に満たず、一人称は「ボク」。勇斗が「狼」の宗主になったことを知り、好機ととらえ戦争を仕掛けるも惨敗。勇斗と兄妹の盃を結び妹分となる。
遊兵を作らない、兵站を途絶えさせないといった基本的だが重要なことは押さえている一方、もともと争い事に向いた人物ではなく戦争はあまり得意ではない様子。そのため弱小と侮った「狼」に連戦連敗を喫し、宗主としての自信を失う。「狼」の住人から熱狂的な支持を得ている勇斗に対して、自分とは器が違うと羨望の目を向けていた。しかし「狼」に敗北し妹分となった後も「角」の住人からはかなり慕われているようで、普段善政を敷いていたことがうかがえる。自らの身と引き換えに部下や住人の助命を求めるなど、上に立つ者としての責任感も持つ。
頭の回転も早く内政能力に長けており、平時は勿論のこと戦時中には勇斗が自由に動くための後方支援役として極めて重要な人物。勇斗が「鋼」の氏族を立ち上げた際にはその力を買われ、事実上のナンバー2である若頭に据えられた。
ラスムス
声 - 大泊貴揮
「角」の若頭。50歳を超える白髪の男で角が誇る四人のエインヘリアル「四炎（ブリージンガメン）」の一人。リネーアとは親子盃を結んでおり、盃上ではリネーアが親でラスムスが子となるが、父親を亡くしたリネーアの後見人をつとめており、リネーアも実の父親のように慕っている。
リネーアに勇斗と婚約するよう仕向けた人物で、年若い少女であるリネーアが一人で「角」の氏族を纏めることの困難さを考え、勇斗と夫婦になり二人で力を合わせて統治してはどうかと進言する。

### 爪
ボドヴィッド
声 - 藤吉浩二（ドラマCD）
「爪」の宗主。勇斗と兄弟盃を交わした勇斗の弟分。人が良さそうな顔をした太った男で、狡猾なことで有名。他氏族からは「マムシ」と呼ばれ畏怖される。
周辺氏族からはあまり信用されておらず、勇斗もボドヴィッドの言動には何か裏があるのではと疑いを持つことが多い。しかし自国の利益を優先するという点では一貫しており、理由もなく他人を騙したり裏切る類の人物ではない。
勇斗が存在する限り「狼」は繁栄するだろうと予想し、敵対するよりも恭順する方が旨味があると判断している。そのため勇斗に対しては協力的な姿勢を取ることが多く、優秀なエインヘリアルであるアルベルティーナ、クリスティーナの両名を手放し勇斗の元へ向かわせたことからも、彼に対する期待度が見て取れる。
ただしあくまで勇斗に対しての期待であり、「狼」に対しての期待ではない。勇斗が元の世界へ帰還したために危機に陥ってしまった「狼」に対しては非協力的であった。勇斗が再びユグドラシルへやってきたという報せを聞くと手のひらを返し救援を出したが、その行為もまた勇斗が落ちぶれない限りは協力的であり続けるであろうという一種の信頼を得る結果を生むこととなった。

### 蹄
ユングヴィ
声 - 乃村健次
「蹄」の宗主で36歳の男。エインヘリアルの一人で「戦車引く金の猪（グリンブルスティ）」のルーンを持つ。チャリオットを使用した戦術が得意。
元々ユグドラシル最西端に位置する辺境の弱小氏族だった「蹄」をわずか十年で大氏族にしアールヴヘイム地方を平定した実力者で、アールヴヘイムの覇者、もしくは豊穣王などと呼ばれる。アールヴヘイムだけでは満足できず、さらに領土を広げようと考えている野心家。
「狼」と「角」の連合軍との戦争では未知の戦術であるファランクスの弱点を即座に見破るなど非凡な戦術眼を見せる。しかし弱点を見破られることまで想定していた勇斗の策に嵌り、ジークルーネ率いるムスッペル隊と衝突。ジークルーネと一騎討ちとなり地力の差で優位に立つが、最後は日本刀によって星鉄製の剣ごと切り裂かれ、ジークルーネと日本刀への賛辞を述べ息絶えた。
日本刀がなければ勝敗は逆であったとジークルーネは語っており、宗主や将としてだけでなく、個人の戦闘能力もかなり優秀だったことがうかがえる。

### 雷
ステインソール
声 - 田丸篤志
「雷」の宗主。ユグドラシルに二人しか存在が確認されていない双紋のエインヘリアル。「粉砕するもの（ミョルニル）」と「力の帯（メギンギョルズ）」の2つのルーンを持ち、「虎心王（ドールグスラシル）」の異名で呼ばれる。勇斗からは「バカ」「匹夫の勇」呼ばわりされている。
「粉砕するもの」は破壊のみに加護が傾注したルーンであり、指を弾くだけで青銅の武器程度ならばへし折ってしまうほどの力を生み出す。そこに「力の帯」の加護も加わるため、単身での戦闘能力はユグドラシル屈指。
自身が最強であると疑わず、事実その通りであるため非常に不遜な性格。強者以外への関心が乏しく、宗主という立場でありながらリネーアのことは名前すら知らず、ジークルーネのこともうろ覚えで「俺の敵ではない」と一蹴した。一方で勇斗には一目置いているようで、単純な力のみを見て評価を下しているわけではない様子。
戦争の際には自らが陣頭に立ち、圧倒的な力で敵を蹂躙していく。その力で「狼」の用いる武器や作戦をことごとく打ち破り、勇斗に辛酸を舐めさせた。猪突する傾向があり、自分一人が突出した結果味方を置き去りにしてしまうなど短慮な面があったため、そこを付け込まれ敗北。しかし将として無能な人物というわけではなく、敗北の経験を得たのちは危険を察知して深追いを避け撤退命令を出したり、必要に応じて他氏族の力を借りるなど柔軟な思考ができる人物。
ぼんきゅっぼんの美女が好みらしく、リネーアは守備範囲外とのこと。
シャールヴィ　
声 - 土岐隼一
ヴィングソール
声 - 佐香智久
ステインソールの兄。
ヴァーリ
声 - こばたけまさふみ

### 豹
ロプト / フヴェズルング
声 - 遊佐浩二
「豹」の宗主。仮面で顔を隠した男。エインヘリアルの一人で「千幻の道化師（アルスィオーヴ）」のルーンを持ち、「仮面王（グリームニル）」の二つ名で呼ばれる。「千幻の道化師」の力と類稀なる観察眼によって他者の技術を模倣することが可能で、政治・軍事・神事などあらゆる面で才能を発揮する。勇斗の使う新武器や新戦術にも臨機応変に対応してみせた。
異常なまでに勇斗に勝利することに執着しており、そのためであれば手当たり次第に村を焼き払うなどの非道な作戦でも躊躇うことなく実行する。他人に重要な任務を任せることができず、自らの手で実行したがるのが強いて挙げられる欠点。
仮面の下の正体は「狼」の元若頭であるロプト。当時のロプトは人当たりの良い爽やかな青年で、フェリシアの実の兄であり、勇斗の兄貴分でもあった。勇斗とは兄弟盃を交わしていただけでなく、溺愛する妹を嫁に貰ってくれないかと提案したり、自らの腹心となって働いて欲しいと頼むなどかなり気に入っていた様子。勇斗もロプトを敬愛し、憧れすら抱いていたと語っている。
幼い頃から「狼」の宗主となることを夢見ており、そのために努力を積み重ねて生きてきた。その結果か人望も能力もあることから次期宗主の座は確実視されており、勇斗からも次期宗主はロプトの兄貴こそが相応しいと言われていた。しかし「狼」を窮地から救い出し周囲から賞賛を浴びる勇斗に対し危機感を覚え、次第に憎悪を抱くようになる。勇斗から刀を贈られた際にも「自らの力を見せつけているつもりなのか」と曲解するなど疑心は膨らんでいった。
両者の溝は、前宗主ファールヴァウティが次期宗主に勇斗を指名したことで決定的となった。それでもなおロプトが宗主になるべきだと主張する勇斗だったが、その言葉すらも謙虚な態度を装うための欺瞞だと受け取ったロプトは激昂し勇斗へと斬りかかる。それをかばったファールヴァウティを斬殺してしまい、盃事で最も許されない親殺しの大罪人となってしまった。
「豹」へ落ち延びた後はフヴェズルングを名乗り、手土産として持参した鐙の技術と実力を持って「豹」の頂点へとのし上がる。その頃には勇斗への尋常ならざる憎しみから自らの記憶を改竄するようになり、勇斗は前宗主を殺害した簒奪者であり、妹フェリシアを含む「狼」の幹部たちは勇斗に騙され利用されているだけで自分が救い出さなければならないと思い込むなど、精神のバランスが崩壊してしまっていた。
決別の際には勇斗の事を「スマホの力が無ければ何も出来ない役立たず」と罵っており、のちに会話をした際には勇斗自身もその言葉を認めている。また他者から盗んだ借り物の力で戦う自らに劣等感を抱いており、同じく借り物の力によって戦う勇斗に執着した理由は同族嫌悪が一因であったろうと述べている。
シギュン
声 - Lynn
フヴェズルングの妻。「豹」の前宗主。「ミズガルズの魔女」と呼ばれる、露出の多い服装を纏った妖艶な女性。全ての制約を解き放つ秘法「フィムブルヴェト」の使い手で、秘法使いとしてはユグドラシルでも三指に入ると言われる。
フヴェズルングが勇斗に倒された後、呪歌（ガルドル）を唱えて勇斗を元の世界に送り返している。

### 炎
織田 信長（おだ のぶなが）
戦国時代に住んでいた武将。1582年に本能寺の変で死亡する直前、「炎」の宗主としてユグドラシルに召喚された。
ホムラ
信長の娘にして、双紋のエインへリアル。
ラン
信長の無二の家臣。

### 神聖アースガルド帝国
シグルドリーファ
声 - 立花理香
神聖アースガルド帝国の第十三代神帝。ユグドラシルに二人しか存在が確認されていない双紋のエインヘリアル。2つのルーン「誘惑に長じたもの（グラプスヴィズ）」「途方もなく賢いもの（フィヨルスヴィズ）」を持つ。外見は美月と瓜二つ。
夜の街でゴロツキ共に絡まれた時に勇斗に助けられたことで、一応勇斗を黒き者という話を聞いてはいるが、彼を気に入るようになる。
アレクシス
声 - 飛田展男
アースガルド帝国で神官を務める老人。盃の儀式の時に見届け人を務めていた。だが彼は勇斗を黒き者と恐れ、ステインソールを勇斗の前に案内したり、ロプトに勇斗を討伐してほしいと進言している。

### 元の世界
高尾 瑠璃（たかお るり）　
声 - 茜屋日海夏
美月の親友。勇斗が異世界ユグドラシルに転移した事実を知っている人物。
高尾 沙耶（たかお さや）
声 - 喜多村英梨
瑠璃の従姉。日系ハーフ人。美月の頼みで瑠璃に紹介してもらい、勇斗が異世界ユグドラシルでの話を聞き、それがすべて北欧神話に繋がっていると確信する。そして、勇斗の名が神話に出てくるスルトに繋がり、美月の名も神話に出てくるシンモラに繋がっていると言う話もしている。

### ドラマCDの登場人物
ヘグニ
声 - 鏡優雅（ドラマCD）

## 世界設定・用語
ルーン
ユグドラシル
巨神ユミルの骸から生まれたと伝わる大地で、勇斗が転移した先の異世界。文明レベルは現代と比べるとかなり低いが、エインヘリアルや呪歌といった神秘的な力が存在する。しかし勇斗の調べでは、異世界ではなく地球のどこかなのではと言う確信を得ている。
氏族
ユグドラシルの各地に存在する国のようなもの。それぞれ漢字一文字の名が付いており、氏族の長である宗主（パトリアーク）によって治められる。宗主は氏族の人間全ての「親」であり、氏族全員が宗主の「子弟」であるとされるが、宗主と直盃を交わす（＝宗主の直接の子分、弟分となる）のは認められた一握りの人間だけであり、そこから子分のさらに子分といった具合に枝分かれしていく。
ユグドラシルは実力主義の世界であり、宗主は基本的に世襲が出来ず若頭など氏族のナンバー2が継ぐものとされている。ただし下の者たちに認められる器量があれば世襲も可能なようで、事実リネーアは世襲である。彼女の世襲については反発する声も少なくなかったようだが、人柄の良さや統治能力の高さからか住人や子分たちにはよく慕われており、宗主の座を追われることはなかった模様。
誓盃の儀（フォーストブレーズララグ）
一つの盃に注がれた酒を互いに飲み干し、親子または兄弟の契りを結ぶ儀式。実の親や兄弟は選べないが誓盃の申し出を受けるか否かは自らで選ぶことができるため、盃の誓いは血の繋がりよりも重いとされる。そのため生半可な理由で盃を反故にすることは許されず、盃を軽視した行いは周囲の者からの信頼を失う結果となる。
子は親の直系、弟は傍系とされ、氏族の運営には基本的に子が携わることになる。勇斗の妹分であり舎弟頭でもあるフェリシアは立場上は全ての子より上であるが、権力はほぼなく名誉職のような扱いとされる。また兄弟の場合も基本的には弟が兄を敬わなければならないが、親子ほどの強制力はない。そのため特に他氏族と結んだ兄弟盃の場合、なにこれと理由をつけて兄貴分への協力を拒む者も居る。また当人達で合意した場合や、周囲が認めるような理由（重大な裏切り行為など）があった場合には盃を水にすることも許される。
なお氏族の宗主同士など重要な誓盃の儀に関しては神儀使と呼ばれる立会人の元で正式な手順を踏み行われるが、個人間で契りを結ぶ際は簡易的な方法で済ませることもある。
エインヘリアル
神に選ばれた選別の証（ルーン）を身体のいずこかに宿した者の総称。万人に一人と言われる希少にして優れた能力を持つ。ルーンは各々異なり、1つにつき4つから5つの加護を得ることができるが、フェリシアの「無貌の従者」やステインソールの「粉砕するもの」など例外も存在する。大抵は戦闘系の能力で常人離れした身体能力を有するが、化け物じみているというほどではなく、一人で百人をなぎ倒すというような芸当はできない。こちらも双紋を持つステインソールは例外。
呪歌（ガルドル）
まじないを込めた歌を歌い、聞くものに様々な効果を与える魔術の一種。「交渉」の呪歌であれば、聞いた者の「言葉に宿る意思を発し受け取る力を一時的に強める」ことができる。これは端的に言えばお互いの言葉が通じるようになり、「スマートフォン」や「エインヘリアル」といった互いに馴染みのない単語であっても、それがどのような物を指す言葉なのかある程度理解できるようになるというもの。呪歌は効果が弱い、持続時間が長くないなどの欠点もあり、より強い効果を望む場合は秘法を頼ることになる。
秘法（セイズ）
儀式的な手順を踏むことにより効果を発揮する魔術の一種。使い手の力量次第では儀式や詠唱を行わない力の行使も可能だが、簡易的な分効果は落ちる模様。真っ当に発動させるには呪歌よりも面倒な手順が必要だが、その場合の効果は呪歌より上。なお呪歌や秘法は使用すると体に大きな負担がかかるため、あまり乱発は出来ない。
また秘法は大別して「内側に力をかけていくもの」と「外側に力をかけていくもの」があるとされ、どちらかが得意だともう一方は不得意であることが多い。フェリシアが勇斗を呼び寄せることができても送り返すことはできなかったのもこの適性の問題が一因と推測される。
奴隷制度
ユグドラシルにおいては奴隷の売買が認められており、敗戦国の人間が奴隷商人に売られることは珍しくないとされる。かつて「燕」に住んでいたエフィーリアが思い起こした奴隷像はかなり扱いが悪く、罵声や暴力を受けたり、長時間労働をさせられるなどしていた模様。「狼」では一般の市民とさほど変わらない生活が出来ており、これほどの好待遇は珍しいことだと語られている。勇斗は奴隷制度をユグドラシルでは当たり前のものと理解はしつつも生理的な嫌悪感が拭えず、一時は「狼」内部だけでも売買を禁止できないか検討した。しかし「狼」で禁止をしても他所の土地で売られるだけという結果は想像に難くなく、商人達の不興を買い「狼」の経済が停滞することを考えると実行はできず、目の届く範囲の奴隷を購入し保護するにとどめている。なお奴隷は僅かに与えられる賃金を蓄え、自らの身柄を主人から買い取ることで解放されることもできる。
対の鏡
月宮神社と「狼」の神殿に祀られている瓜二つの鏡。どちらも「妖精の銅（アールヴキプファー）」で作られていると推測されているが、なぜ勇斗達の世界に妖精の銅製の鏡が存在するのかは明らかになっていない。
同じ人間が同じ工程、同じ材料をもって作成した鏡は奇妙なつながりを持つとされ、エインヘリアルの中にはこの対の鏡を利用して遠方と連絡を取り合える者もいる。勇斗が元の世界の美月と会話を出来るのもこの対の鏡の力によるものと考えられており、鏡のない場所ではスマートフォンは繋がらない。

## 既刊一覧

### 小説
- 鷹山誠一（著）・ゆきさん（イラスト） 『百錬の覇王と聖約の戦乙女』 ホビージャパン〈HJ文庫〉、全24巻
  1. 2013年8月1日初版発行（同日発売[7]）、ISBN 978-4-7986-0654-5
  2. 2013年11月1日初版発行（同日発売[7]）、ISBN 978-4-7986-0704-7
  3. 2014年2月1日初版発行（同日発売[7]）、ISBN 978-4-7986-0747-4
  4. 2014年5月1日初版発行（同日発売[7]）、ISBN 978-4-7986-0812-9
  5. 2014年9月1日初版発行（同日発売[7]）、ISBN 978-4-7986-0871-6
  6. 2014年11月1日初版発行（同日発売[7]）、ISBN 978-4-7986-0910-2
  7. 2015年2月28日初版発行（2月28日発売[7]）、ISBN 978-4-7986-0956-0
  8. 2015年7月1日初版発行（同日発売[7]）、ISBN 978-4-7986-1043-6
  9. 2015年12月1日初版発行（同日発売[7]）、ISBN 978-4-7986-1109-9
  10. 2016年3月1日初版発行（同日発売[7]）、ISBN 978-4-7986-1187-7
  11. 2016年7月1日初版発行（同日発売[7]）、ISBN 978-4-7986-1255-3
  12. 2016年11月1日初版発行（同日発売[7]）、ISBN 978-4-7986-1321-5
  13. 2017年7月1日初版発行（同日発売[7]）、ISBN 978-4-7986-1476-2
  14. 2017年11月1日初版発行（同日発売[7]）、ISBN 978-4-7986-1562-2
  15. 2018年4月1日初版発行（3月31日発売[7]）、ISBN 978-4-7986-1674-2
  16. 2018年7月1日初版発行（6月30日発売[7]）、ISBN 978-4-7986-1722-0
  17. 2019年3月1日初版発行（同日発売[7]）、ISBN 978-4-7986-1787-9
  18. 2019年6月1日初版発行（同日発売[7]）、ISBN 978-4-7986-1944-6
  19. 2019年11月1日初版発行（同日発売[7]）、ISBN 978-4-7986-2020-6
  20. 2020年2月1日初版発行（同日発売[7]）、ISBN 978-4-7986-2120-3
  21. 2020年8月1日初版発行（同日発売[7]）、ISBN 978-4-7986-2228-6
  22. 2021年5月1日初版発行（同日発売[7]）、ISBN 978-4-7986-2371-9
  23. 2021年10月1日初版発行（同日発売[7]）、ISBN 978-4-7986-2576-8
  24. 2023年3月1日初版発行（同日発売[7]）、ISBN 978-4-7986-2828-8

### 漫画
2015年2月13日より、chanyの作画でコミックファイアにて配信中。
- 鷹山誠一（原作）・ゆきさん（キャラクター原案）・chany（漫画） 『百錬の覇王と聖約の戦乙女』 ホビージャパン〈ホビージャパンコミックス〉、既刊7巻（2023年4月1日現在）
  1. 2015年10月27日発売[8]、ISBN 978-4-7986-1104-4
  2. 2016年7月27日発売[8]、ISBN 978-4-7986-1260-7
  3. 2017年6月27日発売[8]、ISBN 978-4-7986-1454-0
  4. 2018年6月27日発売[8]、ISBN 978-4-7986-1717-6
  5. 2019年8月27日発売[8]、ISBN 978-4-7986-1985-9
  6. 2020年10月27日発売[8]、ISBN 978-4-7986-2331-3
  7. 2023年4月1日発売[8]、ISBN 978-4-7986-3152-3

## テレビアニメ
2018年3月にテレビアニメ化が発表され、同年7月から9月までTOKYO MXほかにて放送された。

### スタッフ
- 原作 - 鷹山誠一[12]
- キャラクター原案 - ゆきさん[12]
- 監督 - 小林浩輔[12]
- シリーズ構成 - 高橋ナツコ[12]
- キャラクターデザイン - いとうまりこ[12]
- プロップデザイン - 北村淳一[12]
- 総作画監督 - いとうまりこ[12]、谷津美弥子[12]
- 美術監督 - 菊地明子[12]
- 美術設計 - 李書九[12]
- 美術設定 - 有本妃査恵
- 色彩設計 - いわみみか。[12]
- 撮影監督 - 児玉純也[12]
- CGディレクター - 柴田渉[12]
- 編集 - 新見元希[12]
- 音響監督 - 森下広人[12]
- 音楽 - 横関公太[12]
- 音楽制作 - ZERO-A[12]
- 音楽プロデューサー - 工藤智美
- プロデューサー - 目黒大樹[12]、伊平崇耶[12]、桑原誠[12]、斉田秀之[12]、後藤謙治[12]、横田正明[12]
- アニメーションプロデューサー - 宮本秀晃[12]
- アニメーション制作 - EMTスクエアード[12]
- 製作 - ユグドラシル・パートナーズ

### 主題歌
「Bright way」
内田彩によるオープニングテーマ。作詞・作曲は大橋莉子、編曲は金崎真士。
「世界中が恋をする夜」
petit miladyによるエンディングテーマ。作詞は中村彼方、作曲は伊藤賢、編曲は佐藤清喜。

### 各話リスト
| 話数   | サブタイトル           | 脚本       | 絵コンテ                 | 演出         | 作画監督                                                                                      |
| ------ | ---------------------- | ---------- | ------------------------ | ------------ | --------------------------------------------------------------------------------------------- |
| Act.01 | 盃の誓い               | 高橋ナツコ | 小林浩輔                 | 小林浩輔     | 重松しんいち 小林ゆかり 小島えり たかおかきいち                                               |
| Act.02 | 狼の戦術               | 高橋ナツコ | 南康弘                   | 北村淳一     | 大川美穂子 北村淳一 時矢義則 林隆祥 中島美子 たかおかきいち                                   |
| Act.03 | 双紋と双子             | 高橋ナツコ | 三宅和男                 | 今中菜々     | 竹内昭 永井泰平 野上慎也 川口弘明 桝井一平 鈴木伸一                                           |
| Act.04 | 百錬成鋼               | 千葉克彦   | 榎本明広                 | 東田夏実     | 鈴木彩乃 たかおかきいち 松下純子 大木綾子 坪田慎太郎 杉山友美                                 |
| Act.05 | 虎を食う獅子           | 高橋ナツコ | 小林浩輔 南康弘 北村淳一 | 星野美鈴     | 中島美子 北村淳一 たかおかきいち 重松晋一 飯飼一幸 白川茉莉 岡田由起子                        |
| Act.06 | 戦乙女の休日           | 高橋ナツコ | 小林浩輔 東田夏実        | 星野真       | 永田善敬 松崎嘉克 渡辺るりこ                                                                  |
| Act.07 | 遺恨の報復             | 高橋ナツコ | 佐藤まさふみ             | 佐藤まさふみ | 佐藤哲也 永井泰平 野上慎也 那須野文 川口弘明 桝井一平 Lee Duk Ho                              |
| Act.08 | こたつと空回りのふいご | 千葉克彦   | 今中菜々                 | 今中菜々     | 大川美穂子 井上美香 杉山友美 小林雅和 森悦史                                                  |
| Act.09 | 美しき月               | 藤本冴香   | 大石美絵                 | 東田夏実     | 飯飼一幸 川島明子 兼子秀敬 関本美穂 松下純子 松崎嘉克 渡辺るり子 K-PRODUCTION                 |
| Act.10 | 追い詰められた狼       | 千葉克彦   | 北村淳一                 | 北村淳一     | 北村淳一 井上美香 大木綾子 たかおかきいち 服部憲知                                            |
| Act.11 | 覇王の証明             | 高橋ナツコ | 佐藤まさふみ             | 佐藤まさふみ | 本田辰雄 松本勝次 三橋桜子 白川茉莉 宮川知子 時矢義則 佐藤まさふみ                            |
| Act.12 | 帰るべき場所           | 高橋ナツコ | 小林浩輔                 | 小林浩輔     | 井上美香 小林雅和 佐々木彩香 高岡希一 花輪美幸 北村淳一 中村浩一 栗井重紀 扇妙子 いとうまりこ |

### 放送局
| 放送期間                | 放送時間                     | 放送局   | 対象地域 | 備考                      |
| ----------------------- | ---------------------------- | -------- | -------- | ------------------------- |
| 2018年7月8日 - 9月23日  | 日曜 1:30 - 2:00（土曜深夜） | TOKYO MX | 東京都   |                           |
|                         |                              | BS11     | 日本全域 | BS放送 / 『ANIME+』枠     |
| 2018年7月14日 - 9月29日 | 土曜 21:30 - 22:00           | AT-X     | 日本全域 | CS放送 / リピート放送あり |

| 配信開始日    | 配信時間         | 配信サイト                      |
| ------------- | ---------------- | ------------------------------- |
| 2018年7月8日  | 日曜 1:30 - 2:00 | AbemaTV                         |
| 2018年7月11日 | 水曜 1:30 更新   | ニコニコチャンネル あにてれ     |
|               | 水曜 12:00 更新  | dアニメストア U-NEXT アニメ放題 |
| 2018年7月13日 | 金曜 1:00 - 1:30 | ニコニコ生放送                  |

### BD / DVD
| 巻 | 発売日         | 収録話          | 規格品番  | 規格品番  |
| 巻 | 発売日         | 収録話          | BD        | DVD       |
| -- | -------------- | --------------- | --------- | --------- |
| 1  | 2018年9月19日  | 第1話 - 第3話   | POXE-1408 | POBE-1408 |
| 2  | 2018年10月17日 | 第4話 - 第6話   | POXE-1409 | POBE-1409 |
| 3  | 2018年11月21日 | 第7話 - 第9話   | POXE-1410 | POBE-1410 |
| 4  | 2018年12月19日 | 第10話 - 第12話 | POXE-1411 | POBE-1411 |